# Värmesköld
En värmesköld är en anordning som används för att skydda mot potentiellt skadlig upphettning genom att omfördela, reflektera eller absorbera värme. Vanliga användningsområden är skydd inom rymdfart vid återinträde i atmosfären och inom industri.

## Rymdfart

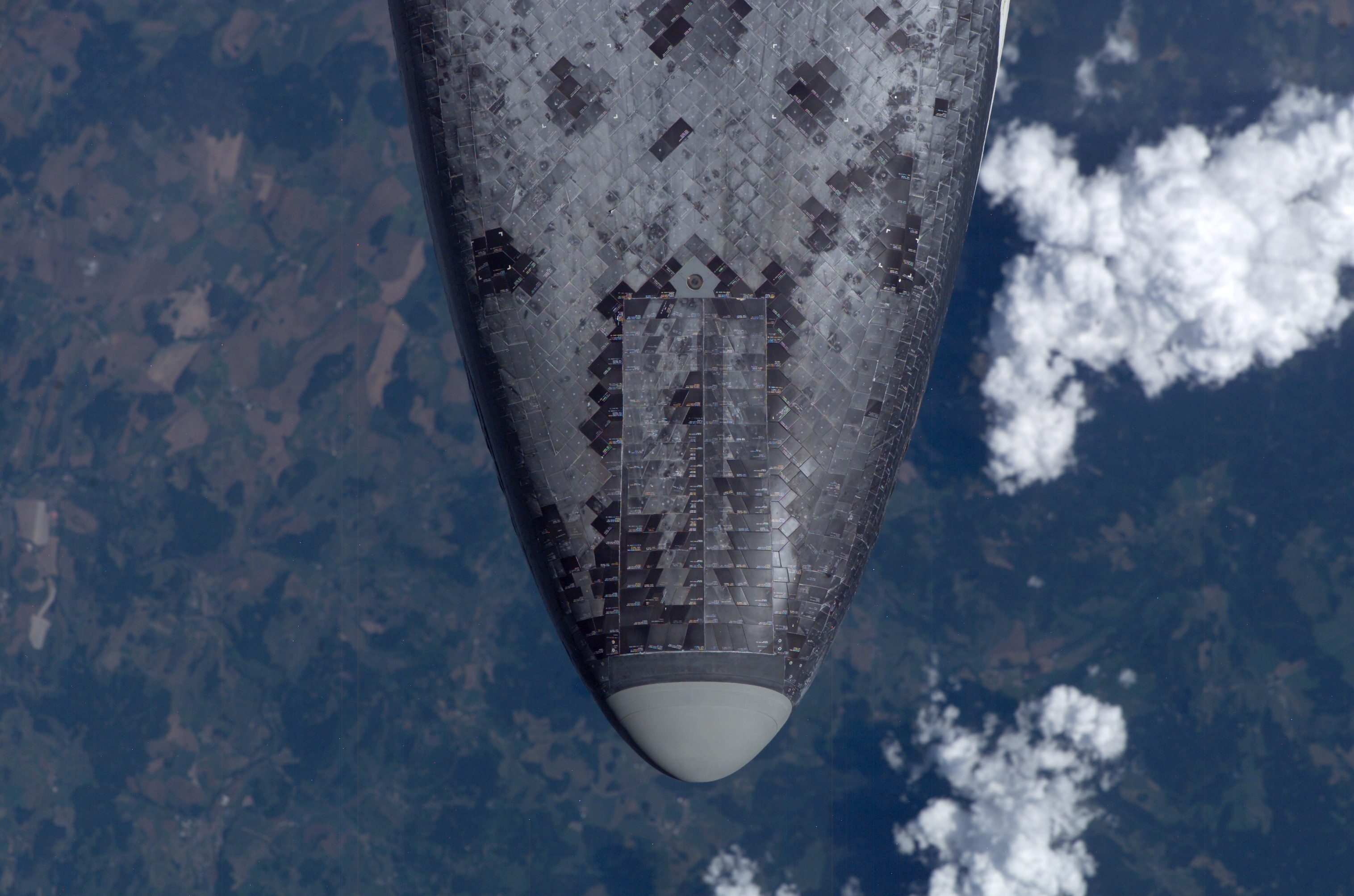
Värmeskölden på undersidan av rymdfärjan Discovery.

När en rymdfarkost närmar sig Jorden sker det i mycket hög hastighet, flera gånger högre än ljudhastigheten. Vid inträdet i atmosfären uppstår en kompressionsvåg framför farkosten där luften mycket snabbt komprimeras mellan 50 och 100 gånger beroende på hastighet. På grund av den snabba kompressionen sker en upphettning av luften till flera tusen grader som i sin tur värmer farkosten. För att skydda farkostens yta används värmesköldar som omfördelar, reflekterar eller absorberar värme. Samma princip kan även användas för att landa på andra planeter med atmosfär, exempelvis Mars eller Venus. Värmeskölden kan bestå av olika keramiska material och kan klara flera tusen graders värme innan den smälter eller förångas.